# Günter Reichenkron
Günter Reichenkron (* 9. April 1907 in Berlin; † 20. Juni 1966 ebenda) war ein deutscher Romanist, Sprachwissenschaftler und Balkanologe.

## Leben und Werk
Günter Reichenkron studierte Romanistik, Slawistik, Klassische Philologie und Indogermanistik. Er promovierte 1932 in Berlin bei Ernst Gamillscheg über Passivum, Medium und Reflexivum in den romanischen Sprachen (Jena/Leipzig 1933) und habilitierte sich 1939 ebenda mit Beiträgen zur romanischen Lautlehre (Jena/Leipzig 1939). Ab 1942 war er ordentlicher Professor an der Reichsuniversität Posen, stellvertretender Direktor des „Deutschen Wissenschaftlichen Instituts“ in Bukarest, Direktor der Außenstelle Odessa und Gründer des „Deutschen Wissenschaftlichen Instituts“ Tirana. Zum 1. Mai 1933 war er der NSDAP beigetreten (Mitgliedsnummer 2.637.947).
Über seine Entnazifizierung ist nichts bekannt. Von 1948 bis zu seinem Tod mit 59 Jahren war er ordentlicher Professor für romanische Philologie an der FU Berlin. 1960 gründete er das Institut für Balkanologie und 1962 zusammen mit Franz Dölger und Alois Schmaus die Zeitschrift für Balkanologie.

## Weitere Werke
- (Hrsg.) (zusammen mit Alois Schmaus) Die Kultur Südosteuropas, ihre Geschichte und ihre Ausdrucksformen, Wiesbaden/München 1964
- Historische latein-altromanische Grammatik. Teil 1. Einleitung, Wiesbaden 1965